# 67. ceremonia wręczenia nagród Emmy
67. ceremonia wręczenia nagród Emmy za rok 2015, odbyła się 20 września 2015 roku w Los Angeles. Galę poprowadzili Andy Samberg i Seth Meyers.

## Nominacje
Listę nominowanych do Nagród Emmy ogłoszono 16 lipca 2015 roku w Pacific Design Center w Los Angeles.

## Laureaci i nominowani
Poniżej znajduje się lista osób i programów nominowanych do Nagród Emmy. Pogrubieniem zaznaczono laureatów Nagród Emmy.

### Najlepszy serial dramatyczny
- Gra o tron
- Zadzwoń do Saula
- Downton Abbey
- House of Cards
- Mad Men
- Homeland
- Orange Is the New Black

### Najlepsza aktorka w serialu dramatycznym
- Viola Davis – Sposób na morderstwo
- Taraji P. Henson – Imperium
- Claire Danes – Homeland
- Robin Wright – House of Cards
- Elisabeth Moss – Mad Men
- Tatiana Maslany – Orphan Black

### Najlepszy aktor w serialu dramatycznym
- Jon Hamm – Mad Men
- Bob Odenkirk – Zadzwoń do Saula
- Kyle Chandler – Bloodline
- Kevin Spacey – House of Cards
- Jeff Daniels – Newsroom
- Liev Schreiber – Ray Donovan

### Najlepszy aktor drugoplanowy w serialu dramatycznym
- Peter Dinklage – Gra o tron
- Jonathan Banks – Zadzwoń do Saula
- Ben Mendelsohn – Bloodline
- Jim Carter – Downton Abbey
- Alan Cumming – Żona idealna
- Michael Kelly – House Of Cards

### Najlepsza aktorka drugoplanowa w serialu dramatycznym
- Uzo Aduba – Orange Is the New Black
- Joanne Froggatt – Downton Abbey
- Lena Headey – Gra o tron
- Emilia Clarke – Gra o tron
- Christine Baranski – Żona idealna
- Christina Hendricks – Mad Men

### Najlepszy męski gościnny występ w serialu dramatycznym
- Reg E. Cathey – House of Cards
- Alan Alda – Czarna lista
- Michael J. Fox – Żona idealna
- F. Murray Abraham – Homeland
- Beau Bridges – Masters of Sex
- Pablo Schreiber – Orange Is the New Black

### Najlepszy żeński gościnny występ w serialu dramatycznym
- Margo Martindale – Zawód: Amerykanin
- Diana Rigg – Gra o tron
- Rachel Brosnahan – House of Cards
- Cicely Tyson – Sposób na morderstwo
- Allison Janney – Masters of Sex
- Khandi Alexander – Skandal

### Najlepsza reżyseria serialu dramatycznego
- David Nutter – Gra o tron
- Tim Van Patten – Zakazane imperium
- Jeremy Podeswa – Gra o tron
- Lesli Linka Glatter – Homeland
- Steven Soderbergh – The Knick

### Najlepszy scenariusz w serialu dramatycznym
- D.B. Weiss, David Benioff – Gra o tron
- Joshua Brand – Zawód: Amerykanin
- Gordon Smith – Zadzwoń do Saula
- Matthew Weiner, Semi Chellas – Mad Men
- Matthew Weiner – Mad Men

### Najlepszy serial komediowy
- Figurantka
- Louie
- Współczesna rodzina
- Dolina Krzemowa
- Parks and Recreation
- Transparent

### Najlepsza aktorka w serialu komediowym
- Julia Louis-Dreyfus – Figurantka
- Lisa Kudrow – The Comeback
- Lily Tomlin – Grace And Frankie
- Amy Schumer – Inside Amy Schumer
- Edie Falco – Nurse Jackie
- Amy Poehler – Parks and Recreation

### Najlepszy aktor w serialu komediowym
- Jeffrey Tambor – Transparent
- Anthony Anderson – black-ish
- Matt LeBlanc – Episodes
- Don Cheadle – 2 House Of Lies
- Will Forte – The Last Man On Earth
- Louis C.K. – Louie
- William H. Macy – Shameless. Niepokorni

### Najlepszy miniserial/Najlepszy serial limitowany
- Olive Kitteridge
- American Horror Story
- American Crime
- The Honorable Woman
- Wolf Hall

### Najlepszy aktor drugoplanowy w serialu komediowym
- Tony Hale – Figurantka
- Andre Braugher – Brooklyn 9-9
- Adam Driver – Dziewczyny
- Keegan-Michael Key – Key & Peele
- Ty Burrell – Współczesna rodzina
- Tituss Burgess – Unbreakable Kimmy Schmidt

### Najlepsza aktorka drugoplanowa w serialu komediowym
- Allison Janney – Mom
- Mayim Bialik – Teoria wielkiego podrywu
- Niecy Nash – Getting On
- Julie Bowen – Współczesna rodzina
- Kate McKinnon – Saturday Night Live
- Gaby Hoffmann – Transparent
- Jane Krakowski – Unbreakable Kimmy Schmidt
- Anna Chlumsky – Figurantka

### Najlepszy męski gościnny występ w serialu komediowym
- Bradley Whitford – Transparent
- Mel Brooks – The Comedians
- Paul Giamatti – Inside Amy Schumer
- Bill Hader – Saturday Night Live
- Louis C.K. – Saturday Night Live
- Jon Hamm – Unbreakable Kimmy Schmidt

### Najlepszy żeński gościnny występ w serialu komediowym
- Joan Cusack – Shameless. Niepokorni
- Christine Baranski – Teoria wieliego podrywu
- Gaby Hoffmann – Dziewczyny
- Pamela Adlon – Louie
- Elizabeth Banks – Współczesna rodzina
- Tina Fey – Unbreakable Kimmy Schmidt

### Najlepszy film telewizyjny
- Bessie
- Agatha Christie’s Poirot: Curtain, Poirot’s Last Case
- Grace Of Monaco
- Hello Ladies: The Movie
- Killing Jesus
- Nightingale

### Najlepszy aktor w serialu limitowanym lub filmie telewizyjnym
- Richard Jenkins – Olive Kitteridge
- Timothy Hutton – American Crime
- Ricky Gervais – Derek
- Adrien Brody – Houdini
- David Oyelowo – Nightingale
- Mark Rylance – Wolf Hall

### Najlepsza aktorka w serialu limitowanym lub filmie telewizyjnym
- Frances McDormand – Olive Kitteridge
- Felicity Huffman – American Crime
- Jessica Lange – American Horror Story
- Queen Latifah – Bessie
- Maggie Gyllenhaal – The Honorable Woman
- Emma Thompson – Sweeney Todd: The Demon Barber Of Fleet Street (Live From Lincoln Center)

## Podsumowanie wyróżnień
Poniżej znajduje się zestawienie programów z największą ilością zdobytych statuetek:
| Tytuł                                             | Liczba statuetek |
| ------------------------------------------------- | ---------------- |
| Gra o tron                                        | 12               |
| Olive Kitteridge                                  | 8                |
| American Horror Story: Freak Show                 | 5                |
| Transparent                                       | 5                |
| Figurantka                                        | 5                |
| Bessie                                            | 4                |
| The Saturday Night Live 40th Anniversary Special  | 4                |
| The Daily Show With Jon Stewart                   | 3                |
| Najniebezpieczniejszy zawód świata                | 3                |
| Going Clear: Scientology And The Prison Of Belief | 3                |
| Pora na przygodę!                                 | 2                |
| Zakazane imperium                                 | 2                |
| Foo Fighters: Sonic Highways                      | 2                |
| House of Cards                                    | 2                |
| Przeklęty: Życie i śmierci Roberta Dursta         | 2                |
| Inside Amy Schumer                                | 2                |
| Saturday Night Live                               | 2                |
| Dolina Krzemowa                                   | 2                |
| Super Bowl XLIX Halftime Show Starring Katy Perry | 2                |
| Po drugiej stronie muru                           | 2                |
| The Voice                                         | 2                |